# Krążek dopochwowy

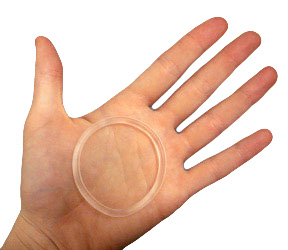
Krążek dopochwowy NuvaRing

Krążek dopochwowy, krążek antykoncepcyjny, pierścień dopochwowy, pierścień antykoncepcyjny – polimeryczny pierścień (krążek) dopochwowy wykazujący działanie antykoncepcyjne. Zawiera dwa składniki aktywne – syntetyczne hormony – etynyloestradiol i etonogestrel w niewielkiej dawce. Hormony te powoli uwalniają się z pierścienia do krwiobiegu, zapobiegając owulacji.

## Mechanizm działania

Wahania poziomów hormonów podczas cyklu menstruacyjnego, widoczny pik stężenia LH wywołujący owulację

W antykoncepcyjnych krążkach dopochwowych zawarte są dwa składniki aktywne. To syntetyczne odpowiedniki żeńskich hormonów płciowych estrogenu i progesteronu – etynyloestradiol i etonogestrel. Hormony te są stopniowo uwalniane z krążka do organizmu, co powoduje skuteczną ochronę antykoncepcyjną przez cały cykl.
Głównym mechanizmem działania krążka dopochowowego jest zablokowanie skokowego wzrostu stężenia lutropiny (LH) wydzielanego przez przysadkę, co ostatecznie zapobiega owulacji. Dodatkowymi mechanizmami są zagęszczenie śluzu w szyjce macicy, co może unieruchamiać plemniki uniemożliwiając im przedostanie się do jajowodów oraz zahamowanie pogrubieniu się endometrium.

## Skuteczność
Prawidłowo stosowane dopochwowe krążki antykoncepcyjne wykazują wysoką skuteczność w zapobieganiu ciąży. Skuteczność metody oceniono w kilku badaniach. W badaniu Dieben i współpracowników na 1800 kobietach wskaźnik Pearla wyniósł 1,18. W kolejnych badaniach osiągnięto wskaźnik Pearla 1,23 oraz 0,25.

## Sposób użycia

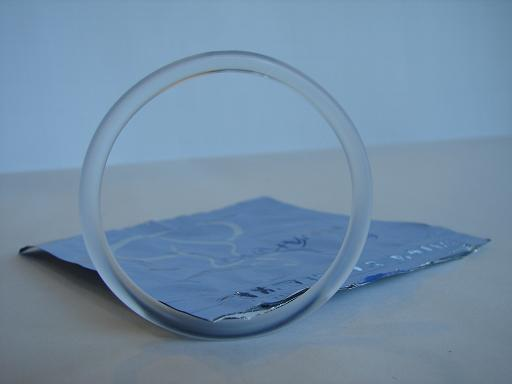

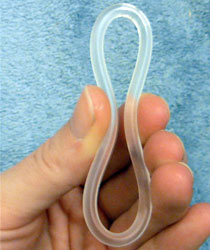
Ściśnięty pierścień antykoncepcyjny

Pierścień jest umieszczany w pochwie przez pacjentkę. Pierścień powinien pozostawać w pochwie przez 3 tygodnie, następnie jest usuwany na okres 1 tygodnia. Po tym okresie w pochwie umieszcza się nowy pierścień.
Leczenie pierścieniem zaczyna się pierwszego dnia cyklu miesiączkowego, czyli pierwszego dnia miesiączki. Jeśli rozpoczyna się stosowanie pierścienia pomiędzy 2 a 5 dniem cyklu to przez pierwsze 7 dni zaleca się jednoczesne stosowanie antykoncepcji mechanicznej. Jeśli była wcześniej stosowana doustna antykoncepcja hormonalna pierścień zakłada się najpóźniej w dniu następującym po przerwie w stosowaniu tabletek. Krążek dopochwowy jest miękki i elastyczny. W celu założenia pierścienia po przyjęciu dogodnej pozycji umieszcza się go między kciukiem, a palcem wskazującym i lekko ściska, następnie umieszcza się go do pochwy, tak aby nie przeszkadzał. Samo umiejscowienie pierścienia nie wpływa na jego działanie antykoncepcyjne.
Jeśli pierścień samoistnie wypadł należy go umyć w ciepłej, ale nie gorącej wodzie i ponownie założyć. Wypadnięcie pierścienia na okres poniżej 3 godzin nie wpłwa na jego skuteczność, natomiast jeśli znajdował się powyżej 3 godzin to skuteczność antykoncepcji może być zmniejszona. Wówczas po wypadnięciu w pierwszym lub drugim tygodniu jego stosowania należy go ponownie założyć i przez pierwsze 7 dni stosowania konieczne jest dodatkowe stosowanie metody barierowej (prezerwatywa). W przypadku wypadnięcie w trzecim tygodniu stosowania można założyć nowy pierścień jako nowy cykl stosowania metody lub gdy był nieprzerwanie stosowany przez przynajmniej 7 dni poczekać do czasu wystąpienia krwawienia miesięcznego i założyć nowy pierścień, przy czym nie później niż do 7 dni od wypadnięcia.

## Przeciwwskazania
Do głównych przeciwwskazań stosowania dopochwowych krążków antykoncepcyjnych zalicza się:
- nadwrażliwość na etynyloestradiol lub etonogestrel bądź inny składnik krążka dopochwowego,
- występowanie w przeszłości zakrzepicy żylnej z lub bez zatorem płucnym,
- występowanie w przeszłości zakrzepicy tętniczej,
- występowanie uwarunkowanych dziedzicznie lub nabytych predyspozycji do występowania zakrzepicy,
- migrenowe bóle głowy w ogniskowymi objawami neurologicznymi,
- cukrzyca ze zmianami naczyniowymi,
- ciężkie schorzenia wątroby lub występowanie nowotworów wątroby,
- zapalenie trzustki związane hipertriglicerydemią,
- obecność lub podejrzenie nowotworów złośliwych piersi lub dróg rodnych zależnych od hormonów płciowych,
- niewyjaśnione krwawienia z dróg rodnych[8].

## Interakcje
Poprzez wpływ na metabolizm wątrobowy fenytoina, fenobarbital, prymidon, karbamazepina, ryfampicyna, okskarbazepina, topiramat, felbamat, rytonawir, gryzeofulwina i produkty zawierające ziele dziurawca zwyczajnego. W niejasnym mechanizmie podczas stosowania niektórych antybiotyków (penicyliny, tetracykliny) możliwy jest brak skuteczności metody, dlatego podczas stosowania tych leków zaleca się jednoczesne stosowanie metody barierowej. Hormonalne środki antykoncepcyjne wpływają na metabolizm licznych leków powodując zwiększenie stężenia niektórych leków, a niektórych wpływając na zmniejszenie stężenia.

## Skutki uboczne
Krążek dopochwowy może być przyczyną wystąpienia działań niepożądanych. Do najczęstszych (występujących częściej niż u 1 kobiety na 100, ale rzadziej niż u 1 na 10) zalicza się:
- Bóle brzucha, mdłości;
- Bóle głowy;
- Migreny;
- Zakażenia pochwy przez drożdżaki;
- Tkliwość piersi;
- Spadek libido;
- Obniżenie nastroju;
- Bolesne miesiączki;
- Trądzik;
- Wypadnięcie pierścienia;
- Zwiększenie masy ciała[9].

Niezbyt często (częściej niż u 1 kobiety na 1000, ale rzadziej niż u 1 na 100) występują:
- Zaburzenia widzenia;
- Wzdęcia;
- Wymioty;
- Biegunki;
- Zaparcia;
- Zawroty głowy;
- Uczucie zmęczenia, złe samopoczucie;
- Pobudliwość;
- Nagłe zmiany nastroju;
- Obrzęki;
- Zakażenia pęcherza moczowego lub dróg moczowych;
- Ból podczas oddawania moczu;
- Parcie na mocz;
- Dyskomfort w czasie stosunku;
- Wzrost ciśnienia tętniczego;
- Zwiększenie apetytu;
- Bóle krzyża;
- Skurcze mięśni;
- Bóle kończyn;
- Zmniejszenie wrażliwości skóry;
- Bolesność lub powiększenie piersi;
- Dysplazja włóknisto-torbielowata piersi;
- Zapalenie szyjki macicy;
- Zmiany w krwawieniu miesiączkowym;
- Bakteryjne lub grzybicze zakażenia pochwy;
- Suchość pochwy;
- Wypadanie włosów;
- Uderzenia gorąca;
- Wypryski;
- Uszkodzenie krążka[9].

### Ryzyko zakrzepowo-zatorowe
Stosowanie złożonych hormonalnych środków antykoncepcyjnych, w tym krążków dopochwowych, zwiększa ryzyko wystąpienia choroby zakrzepowo-zatorowej . Choroba zakrzepowo-zatorowa prowadzi do powstania zakrzepów w żyłach kończyn dolnych, płuc (zator płucny) lub innych narządów. Zakrzepy mogą pojawić się także w tętnicach. Mogą one być bardzo niebezpieczne, szczególnie jeśli zakrzep pojawi się w tętnicy w sercu (co skutkuje zawałem mięśnia sercowego) lub w mózgu (co powoduje udar).
Ryzyko wystąpienia choroby zakrzepowo-zatorowej zwiększa się:
- W przypadku palenia papierosów;
- Z wiekiem;
- W przypadku otyłości;
- W przypadku podwyższonego ciśnienia tętniczego;
- W przypadku, kiedy bliski krewny przebył zawał serca lub udar mózgu w młodym wieku;
- W przypadku, kiedy bliski krewny w młodym wieku chorował na zakrzepicę;
- W przypadku wysokiego stężenia tłuszczów we krwi (cholesterolu lub trójglicerydów);
- W przypadku cukrzycy;
- W przypadku migren;
- W przypadku chorób serca (wad zastawkowych, zaburzeń rytmu serca);
- W okresie okołooperacyjnym lub w przypadku dłuższego unieruchomienia[10].

Kobiety z podwyższonym ryzykiem wystąpienia zakrzepicy nie powinny stosować antykoncepcyjnych krążków dopochwowych.

### Choroby nowotworowe
Wśród kobiet stosujących złożone hormonalne środki antykoncepcyjne zaobserwowano nieznacznie częstsze zachorowania na nowotwór piersi. Nie stwierdzono, czy jest to spowodowane przyjmowanymi produktami, czy częstszą wykrywalnością tej choroby ze względu na częstsze badania kontrolne wśród tej grupy kobiet.
W rzadkich przypadkach u kobiet stosujących złożone produkty antykoncepcyjne obserwowano pojawienie się nowotworów wątroby. Zazwyczaj są one niezłośliwe.
Stosowanie złożonych produktów antykoncepcyjnych może zmniejszać ryzyko wystąpienia nowotworu endometrium (błony śluzowej trzonu macicy) i jajników. Wpływ hormonalnych krążków dopochwowych na nowotwory endometrium i jajników nie został do tej pory potwierdzony.